# ブラジリアン・テリア

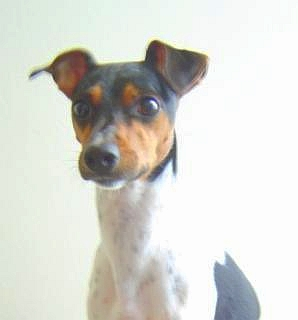
ブラジリアン・テリア

ブラジリアン・テリア（英：Brazilian Terrier）とは、ブラジル原産のテリア犬種である。フォックス・テリアタイプ犬種のひとつでもある。別名はテリア・ブラジレイロ（英：Terrier Brazileiro）、フォックス・パウリスティーニャ（英：Fox Paulistinha）。

## 歴史
19世紀ごろ、ヨーロッパへ渡り教育を受けた富裕層の若者はパーソン・ラッセル・テリア、及びイギリス型のジャック・ラッセル・テリアをつれて帰ってくることが多かった。その「ヨーロッパ帰りのお土産」とチワワやミニチュア・ピンシャーが自然交雑して同世紀に誕生したのが本種である。
用途が多く、作業犬としても人気の高い犬種である。テリアとしては地中に潜って害獣と戦って倒す他、ミニチュア・ピンシャーの血によりネズミ狩りの能力にも長けていた。また、番犬としても優秀で、農場や家の見張りを行った。見張りは一匹で行う他、原産地ブラジルではフィラ・ブラジレイロとコンビを組んで2匹で家の番をすることも行われている。フィラ・ブラジレイロは泥棒を怪我させること無く確保する、優れたガードドッグとしての能力を持っているが、その反面やや ものぐさ で夜には熟睡してしまうこともあり、その際にはガードドッグとしての役割を果たすことが出来なくなってしまう。このため、力こそ強くはないが、不審な侵入者を察知してよく吠えるブラジリアン・テリアが協力し、吠え声によってフィラを起こして不審者を捕らえさせる、という役割も果たす。その他初期の段階からよくドッグスポーツに使われたり、芸を仕込ませて見世物にするといった事にも使われた。もちろん、ペットやショードッグとしても飼育されている。
犬種クラブが結成されたのは1981年で、FCIに公認犬種として登録されたのは1995年と、世界に認められるようになったのはつい最近のことである。公認されたことをきっかけに他国でも知られるようになり、各国に輸出も行われている。ブラジル国外ではまだ珍しい犬種ではあるが、年々愛好家が増えつつある。日本にはまだ2009年現在、正式に国内に輸入されたという一報は無い。

## 特徴
その姿はややジャック・ラッセル・テリアに似るが、ピンシャーのような容姿も併せ持つ。筋肉質の引き締まった体つきで、頭部は小さく、首・脚が長い。耳は小さな垂れ耳で、尾は少し飾り毛のある垂れ尾。コートはスムースコートで、毛色はホワイトを地としてマズルや目の上にタン、頭部や体にブラックのマーキングが入ったトライカラーなど。体高は雄34〜40cm、雌33〜38cmで体重は雌雄共に7〜9kgの小型犬。性格は陽気で人懐こく、非常に賢いがやや警戒心が強い。学習能力は高く、遊びながらのしつけを行うとすぐに飲み込む。自分が楽しいと思ったことはとことん極める性格で、場合によっては悪知恵を働かせ主人を困らせることもある。他の犬や子供と遊ぶことが大好きで、とても友好的である。また、テリア種のため穴を掘ることが特に大好きであるため、家や公園に砂場があると喜んで穴掘りを始める。かかりやすい病気はあまりなく、運動量も普通だが、吠え声が高くよく通るため無駄吠えのしつけをする必要がある。